# Coscinoderma pesleonis
Coscinoderma pesleonis är en svampdjursart som först beskrevs av Jean-Baptiste Lamarck 1813.  Coscinoderma pesleonis ingår i släktet Coscinoderma och familjen Spongiidae. Inga underarter finns listade i Catalogue of Life.